# Огудневського лісничества
Огудне́вського лісни́чества (рос. Огудневского лесничества) — селище у складі Щолковського міського округу Московської області, Росія.
Старі назви — Лісничество Огудневське, Огудневського Лісничества.

## Населення
Населення — 27 осіб (2010; 33 у 2002).
Національний склад (станом на 2002 рік):
- росіяни — 97 %